# James Taylor and the Original Flying Machine
| Recensione | Giudizio |
| ---------- | -------- |
| AllMusic   | [ 2 ]    |

James Taylor and the Original Flying Machine è il terzo album di James Taylor, pubblicato dalla Euphoria Records nel gennaio del 1971.
Il disco contiene brani registrati nel 1967 dal primo gruppo musicale di James Taylor, The Original Flying Machine.

## Tracce
Brani composti da James Taylor, eccetto dove indicato
Lato A
1. Night Owl – 2:36
2. Brighten Your Night with My Day – 4:10
3. Kootch's Song – 3:11 (Danny Kortchmar)
4. Knocking 'Round the Zoo – 3:17

Lato B
1. Rainy Day Man – 3:07
2. Knocking 'Round the Zoo – 4:48
3. Something's Wrong (Track) – 2:58

Edizione CD del 1997, pubblicato dalla Gadfly Records (Gadfly 219)
Brani composti da James Taylor, eccetto dove indicato
1. Rainy Day Man – 3:07
2. Knocking Around the Zoo (Intro) – 0:55
3. Knocking Around the Zoo – 3:03
4. Something's Wrong – 3:04 – Versione strumentale del brano
5. Night Owl – 2:28
6. Brighten Your Night with My Day (Intro) – 1:10
7. Brighten Your Night with My Day – 2:34
8. Kootch's Song – 3:13 (Danny Kortchmar)
9. Knocking Round the Zoo – 3:03

## Formazione
- James Taylor - chitarra, voce solista (tranne brano: Knocking 'Round the Zoo)
- Danny Kortchmar - chitarra
- Danny Kortchmar - voce solista (brano: Knocking 'Round the Zoo)
- Zachary Wiesner - basso
- Joel O'Brien - batteria

Musicista aggiunto
- Al Gorgoni - clavicembalo[1]

Note aggiuntive
- Al Gorgoni e Chip Taylor - produttori
- Registrazioni effettuate al Select Sound Studios di New York nel 1967
- Eddie Youngblood e Wally Sheffey - ingegneri delle registrazioni
- David Smith - ingegnere del remixaggio
- Ely Besalel - design album[6]